# Avaness Khan
Avaness Khan Mossaed-Saltaneh, Hovhannès Khan Mossaed-es Saltanach est un diplomate iranien d'origine arménienne né le 11 février 1864 à Téhéran et mort le 19 novembre 1931 à Harbin.

## Biographie
En 1903, il devient représentant du gouvernement iranien à Berlin, poste qu'il quittera pour devenir ambassadeur à Londres et ensuite à Tōkyō. En 1932, de retour de l'ambassade de Tokyo, il mourut avant d'arriver à Téhéran.
Il a traduit un grand nombre d'ouvrages en persan. Il a été un des traducteurs officiels de Nasseredin Shah avant de devenir représentant de son pays en Allemagne.

## Sources
- Esmaïl Raïne, Iraniané Armani (Les Iraniens arméniens), Amir Kabir Publishing (entesharate), 1970